# Пилоян, Арсен
Арсе́н Пилоя́н (арм. Արսեն Փիլոյան; род. 1 января 1994, Ереван) — армянский футболист, нападающий.

## Клубная карьера
Арсен Пилоян воспитанник футбольной школы «Пюник». В 2010 году был заявлен в первенстве Первой лиги за вторую команду, последующие два сезона Пилоян провёл в третьей команде. В играх за «Пюник-3» показал забивной потенциал. Далее последовал перевод в «Пюник-2». И вновь Пилоян стал показывать результативную игру на старте сезона в 2012/13 году.
Решение руководства «Пюника» о прерогативе своим воспитанникам, дало возможность многим молодым игрокам проявить свои способности в главной команде. Не исключением стал Пилоян, который по ходу чемпионата 2012/13 стал выступать и за «Пюник» в Премьер-лиге. Дебютировал 20 мая 2012 года в домашней игре против «Бананца». Встреча завершилась со счётом 4:0, а Пилоян вышел на 85 минуте, заменив Вардана Бакаляна.

## Карьера в сборной
Будучи игроком юношеской команды «Пюника» и выступая в Первой лиге, Пилоян был призван в сборную до 17 лет. 22 сентября 2010 года дебютировал в матче против юниоров Турции, в котором армянские юниоры потерпели разгромное поражение — 0:3. Пилоян отыграл 66 минут, а затем был заменён на Вардана Бакаляна. Спустя несколько дней сыграл в матче против чешских юниоров, а потом исландских юниоров.

## Достижения
- Обладатель Кубка Армении: 2014

## Статистика выступлений
Данные на 3 ноября 2012
| Клуб             | Сезон            | Чемпионат | Чемпионат | Кубки | Кубки | Еврокубки | Еврокубки | Всего | Всего |
| Клуб             | Сезон            | Матчи     | Голы      | Матчи | Голы  | Матчи     | Голы      | Матчи | Голы  |
| ---------------- | ---------------- | --------- | --------- | ----- | ----- | --------- | --------- | ----- | ----- |
| Пюник-2          | 2009             | ?         | ?         | -     | -     | -         | -         | ?     | ?     |
| Пюник-3          | 2010             | 12        | 10        | -     | -     | -         | -         | 12    | 10    |
| Пюник-3          | 2011             | 14        | 9         | -     | -     | -         | -         | 14    | 9     |
| Всего за Пюник-3 | Всего за Пюник-3 | 26        | 19        | —     | —     | —         | —         | 26    | 19    |
| Пюник-2          | 2012/13          | ?         | 4         | -     | -     | -         | -         | ?     | 4     |
| Всего за Пюник-2 | Всего за Пюник-2 | ?         | 4         | —     | —     | —         | —         | ?     | 4     |
| Пюник            | 2012/13          | 3         | 0         | 0     | 0     | 0         | 0         | 3     | 0     |
| Всего            | Всего            | 3         | 0         | 0     | 0     | 0         | 0         | 3     | 0     |
| Всего за карьеру | Всего за карьеру | 29        | 24        | 0     | 0     | 0         | 0         | 29    | 24    |